# Innocence (Avril Lavigne)
Innocence è un brano musicale della cantautrice canadese Avril Lavigne, presente nel suo terzo album The Best Damn Thing. Il singolo è stato pubblicato in esclusiva per l'Italia e solo per promozione radiofonica, al posto del terzo singolo ufficiale Hot, il 22 febbraio 2008. Il brano è stato inserito anche nella compilation Winter Collection 2007.

## Descrizione
Il brano è una ballad romantica scritta da Avril insieme ad uno dei membri della sua vecchia band, Evan Taubenfeld, ed è stata prodotta da Rob Cavallo.

## Video musicale
Per il brano non è stato girato un video ufficiale, ma la trasmissione di MTV Total Request Live ha selezionato dei fan della cantante per la sua realizzazione; il video è stato trasmesso in anteprima durante la puntata del 20 marzo 2008 del programma. Successivamente è stato caricato su internet.